# تپه تیلینه
تپه تیلینه محوطه‌ای باستانی مربوط به عصر آهن (فرهنگ آغاز عیلامی) - دوره اشکانیان است که در شهرستان کرمانشاه، بخش کوزران، دهستان سنجابی، بین روستاهای چقاالهی و گندم‌بان علیا واقع شده است. این اثر در تاریخ ۲۶ اسفند ۱۳۸۶ با شمارهٔ ثبت ۲۱۷۸۹ به‌عنوان یکی از آثار ملی ایران به ثبت رسیده است.

## موقعیت
محوطۀ تپه تیلینه در فاصلۀ ۳۵ کیلومتری از شهر کرمانشاه و در منطقۀ سنجابی، بین روستاهای چقاالهی و گندم‌بان علیا، در کنار رودخانۀ مِرِگ قرار دارد. مساحت این محوطه که در سال ۱۴۰۲ تعیین عرصه و حریم شد، حدود سه هکتار است.

## کاوش باستان‌شناختی
محوطه باستانی تپه تیلینه در جریان بررسی‌های عباس مترجم در دشت کوزران در سال ۱۳۷۷ شناسایی شد. این محوطه در سال ۱۳۸۶ به ثبت ملی رسید. در سال ۱۴۰۰ چند اثر مُهر گِلی مربوط به اوایل هزارۀ سوم پیش از میلاد به‌طور اتفاقی در سطح تپه تیلینه کرمانشاه کشف شد که توجه باستان‌شناسان را به خود جلب کرد. در اواخر تابستان ۱۴۰۲ کاوشی اضطراری توسط یک تیم باستان‌شناسی به سرپرستی شکوه خسروی در تپه تیلینه انجام شد که طی آن علاوه بر قطعات سفال، شماری پیکرک گلی حیوانی، اشیای شمارشی و مجموعۀ بسیار بزرگی از اثر مُهرهای گلی متعلق به فرهنگ آغاز عیلامی کشف شد. این نتایج مشخص کرد که تپه تیلینه در دورۀ آغاز عیلامی یک مرکز اداری برای ساماندهی امور اقتصادی و مبادلاتی بوده است. همچنین پس از برداشتن حدود یک متر از خاک سطحی بقایایی از چاله‌های ذخیرۀ آذوقه به دست آمد.
این کاوش‌های باستان‌شناسی ادامه پیدا کرد و در شهریور ۱۴۰۳ اعلام شد که حدود چهار هزار انواع مُهر گلی شامل ۴۴۷ قفل گلی درب انبارها، ۲۹۷۰ مهر و موم ظروف، ۱۲۴ مهر و موم گونی و ۴۳۶ قطعۀ زبانی‌شکل که با حدود ۸۵ مهر مختلف ایجاد شده کشف شده که حدود پنج هزار سال قدمت دارند. این مهرها حلقۀ جدیدی از زنجیرۀ مدیریت اداری در زاگرس مرکزی در هزارۀ پنجم تا دوم قبل از میلاد را نشان می‌دهند. بررسی سبک‌شناختی مهرها، اثر مهرها و مجموعۀ سفالی مکشوفه مشخص شد که ساکنان تپه تیلینه در پایان هزارۀ چهارم قبل از میلاد با سایر نواحی دور و نزدیک در ایران و بین‌النهرین ارتباطات فرهنگی و تعاملات فرامنطقه‌ای داشته‌اند. همچنین مشخص شد که شیوه‌های کهن مدیریت مبادلات اقتصادی به‌مدت چند هزار سال در این منطقه استمرار داشته‌است.
این نتایج و همچنین نتایج به‌دست‌آمده از کاوش محوطه‌های دهسوار و ماران در ماهیدشت مدارک مربوط به چند هزار سال تحولات مدیریت اقتصادی و سیاسی را روشن می‌کند و مشخص می‌سازد که در این منطقه از هزارۀ پنجم تا هزارۀ سوم قبل از میلاد نهادهای اداری وجود داشته‌است.
در ۱۷ آذر ۱۴۰۳ اعلام شد که فصل دوم کاوش‌های باستان‌شناسی در این تپه بر اساس قرارداد پژوهشی میان دانشگاه کردستان و پژوهشگاه میراث‌فرهنگی و گردشگری آغاز شده و تا  ۲۰ آذرماه ۱۴۰۳ ادامه خواهد داشت.
طی دو فصل کاوش حدود هفت هزار اثرمهر گِلی در محوطۀ تپه تیلینه کشف شده است. بر اساس مطالعات انجام‌شده بر روی این مهرها، حدود ۱۰۰ مُهر مختلف روی این اثرمهرها خورده شده که نشان می‌دهد افراد مختلفی کالاهای متنوعی را از جاهای گوناگون به این منطقه می‌آورده و داد و ستد انجام شده‌ است. مطالعه بر روی پشت اثرمهرها حاکی از آن بود که برای ظروف سفالی ابتدا یک درپوش چرمی روی آن‌ها می‌گذاشتند و بعد با یک ریسمان دور آن را می‌بستند و درنهایت روی آن را با اثرمهر، مهر و موم می‌کردند. همچنین حدود ۲۰۰ پیکرک گلی و بقایای جانوری و گیاهی نیز در این محوطه کشف و مورد مطالعه قرار گرفته‌ است.

## آسیب‌ها
تپه تیلینه در کنار رودخانۀ مِرِگ قرار گرفته و بخش‌هایی از محوطه توسط رودخانه شسته شده‌ است. علاوه بر این در این محوطه در سال‌های گذشته خاکبرداری‌های غیرمجاز انجام شده است.